# Paderno Ponchielli

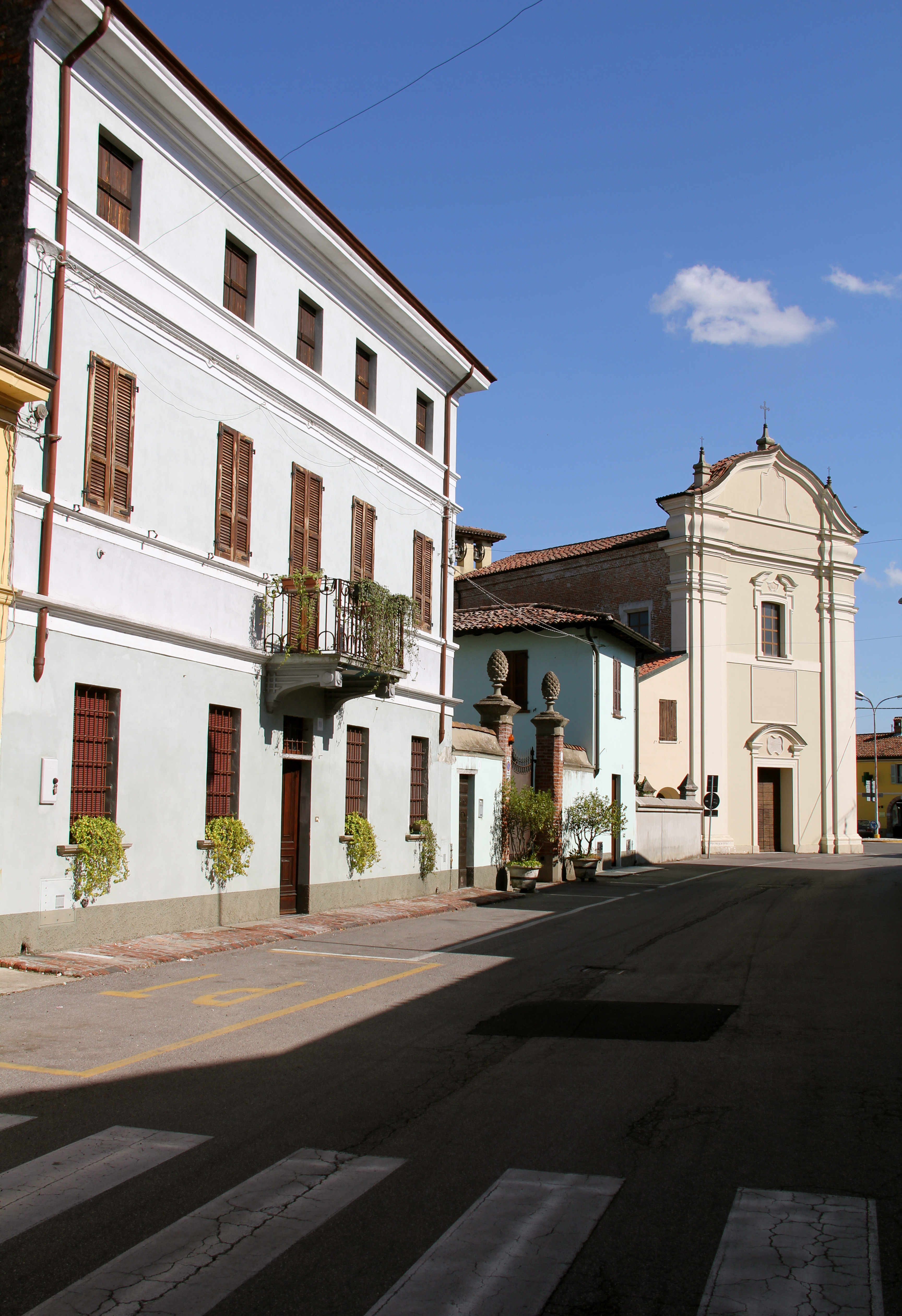
Straßenzug in Paderno Ponchielli

Paderno Ponchielli ist eine norditalienische Gemeinde (comune) mit 1307 Einwohnern (Stand 31. Dezember 2023) in der Provinz Cremona in der Lombardei. Die Gemeinde liegt etwa 13,5 Kilometer nordwestlich von Cremona.
Die Gemeinde hieß zunächst Paderno Fasolaro, dann Paderno Ossolaro und erhielt 1950 den heutigen Namen.

## Persönlichkeiten
- Amilcare Ponchielli (1834–1886), Komponist, dessen Nachname den Beinamen des Ortes bildet.
- Roberto Ceruti (* 1953), Radrennfahrer